# Aleksandr Serguéyevich Ménshikov
El príncipe serenísimo Aleksandr Serguéyevich Ménshikov (en ruso: Алекса́ндр Серге́евич Ме́ншиков, 26 de agosto de 1787-San Peterburgo, 2 de mayo de 1869) fue un adjudant-general y almirante ruso.

## Biografía

### Infancia y juventud
Nació el 26 de agosto de 1787 como primogénito del general-porúchik Serguéi Ménshikov y Ekaterina Nikoláyevna Golítsyna, que tuvieron tres hijos más, Nikolái, Elizaveta y Ekaterina. Era bisnieto de Aleksandr Danílovich Ménshikov, por el lado paterno, y de Mijaíl Golitsyn, por el materno.
Fue educado en Dresde. Regresó a Rusia en 1805, a los dieciocho años, y fue admitido en el colegio de cadetes del Ministerio de Asuntos Exteriores del Imperio ruso (en el muelle de los Ingleses de San Petersburgo). Al año siguiente se le como agregado a la embajada rusa en Berlín. Seguidamente, en 1807 fue enviado a Londres. También sirvió en esta época en la embajada de Viena.

## Guerra ruso-turca 1806-1812

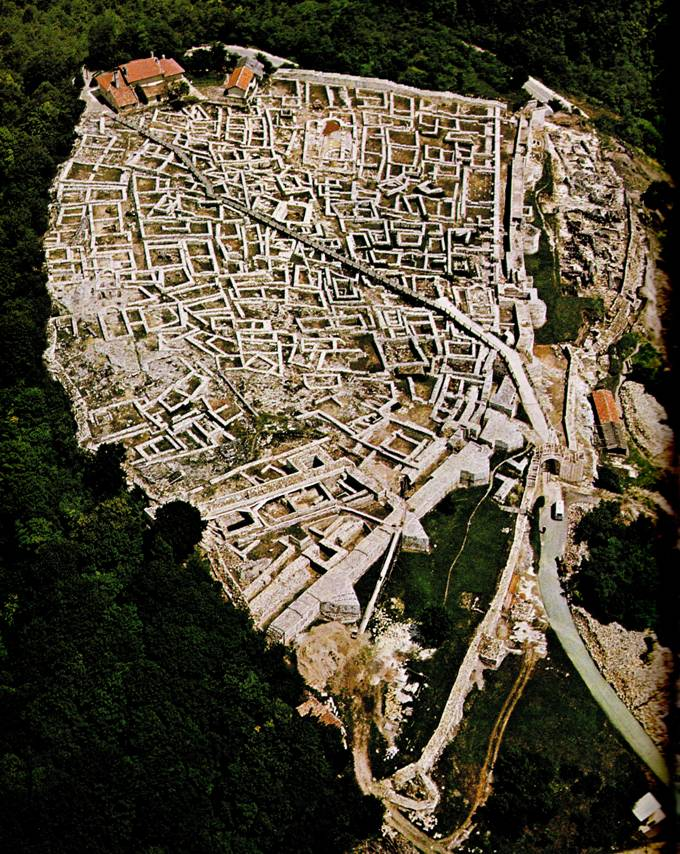
Fortaleza de Shumla (Shumen).

En junio de 1809 entró en el ejército del Imperio ruso como subteniente de un batallón de artillería de la Guardia Imperial. Entre ese año y 1811 participó en la guerra ruso-turca de 1806-1812 como ayudante del general de infantería Nikolái Kamenski, comandante del ejército en Moldavia. El 20 de mayo de 1810 participó en la batalla por el paso del Danubio y la fortaleza de Tutrakai y del 24 al 29 de ese mes en el asalto de Silistra. Los días 11 y 12 de junio participó en el infructuoso asalto a la fortaleza de Shumla, que hizo que Kamenski optara por rendirla mediante el asedio. En el marco de estas operaciones Ménshikov ocupó Dzhumai el 18 de junio y el 25 26 de junio edificó emplazamientos para la artillería para el asedio de Shumla. Sin embargo, el asedio no tenía éxito, ya que los otomanos estaban bien abastecidos. Kamenski, por esta razón, dejó una tropa de 28 000 hombres bajo Shumla, y se dirigió a tomar la fortaleza de Rushchuk. 
Durante el asalto, el 22 de julio, Ménshikov fue herido de bala en la pierna derecha. Del 6 de agosto al 15 de septiembre de ese año, estuvo ocupado en la situación y preparación de las trincheras y emplazamientos para la artillería alrededor de Giurgiu, y el 15 de octubre participó en la toma de Nikopol. Por sus servicios ese año fue nombrado caballero de cuarta clase de la Orden de San Vladimiro.
En 1811, con 24 años, entró como flügeladjudant en el séquito del zar Alejandro I.

## Invasión napoleónica y expediciones en el extranjero

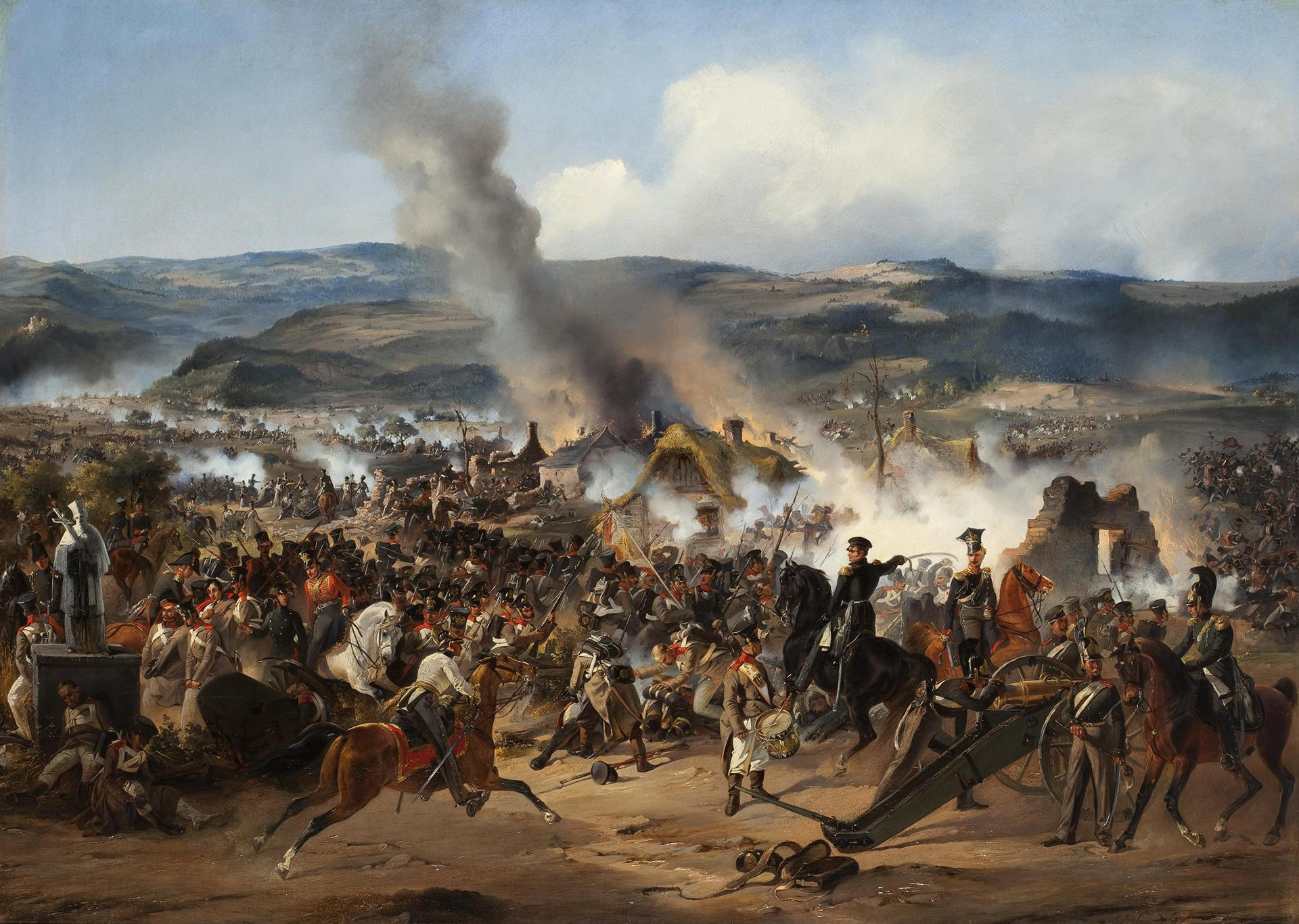
Batalla de Kulm, por el pintor romántico germano-ruso Alexander von Kotzebue.

A principios de la invasión napoleónica de Rusia, el porúchik Ménshikov fue asignado a una división de un regimiento de granaderos del I Ejército Occidental y más tarde al Estado Mayor del mismo. Combatió en todas las batallas en las que participó la división, incluida la de Borodinó. Por su valentía en ésta, fue ascendido a stabskapitän el 21 de noviembre de 1812. A finales de ese año, entra en el regimiento Preobrazhenski, del que está al mando el general-mayor Grigori Rozen.
El 1 de enero de 1813, el regimiento, bajo el mando del general Aleksandr Tormásov, cruzó el río Niemen, como continuación del conflicto napoleónico, por lo que Ménshikov seguirá participando en el conflicto con su regimiento en Prusia Oriental y el ducado de Varsovia. El 16 de enero de ese año fue nombrado capitán del regimiento Preobrazhenski. El 12 de febrero, el regimiento fue acuartelado en Kalisch, donde tendría lugar una entrevista entre Alejandro I y una delegación prusiana, en la que acordaron seguir las operaciones contra Napoleón. En colaboración con los austríacos, tomarían Berlín el 20 de febrero. El 21 de marzo, su regimiento participó en una revista de tropas por parte de Alejandro I y Federico Guillermo III de Prusia. El 26 de marzo, desde Kalisch, se unió al ejército de Mijaíl Kutúzov en Dresde (pasando por Rawitsch, Steinau y Bunzlau. Se distinguió en la batalla de batalla de Kulm en agosto. Por su participación en la batalla es ascendido a coronel el 20 de septiembre.
Al capitán Ménshikov se le asignó la misión de cruzar las líneas francesas para comunicar al Príncipe de la Corona sueca Jean Baptiste Bernadotte la alianza entre el Reino de Prusia y el Imperio ruso y la continuación de las acciones ofensivas. Cumplió el encargo con la ayuda de una pequeña partida de cosacos, y el ejército de 30 000 hombres de Bernadotte descendería a Pomerania, a tiempo de participar en la batalla de Leipzig. Por el cumplimiento exitoso de esta misión, el 13 de octubre de 1813 fue nombrado caballero de tercera clase de la Orden de San Vladimiro y caballero de la Orden de la Espada sueca.
En marzo de 1814, durante la toma de París es de nuevo herido en el pie. Por su valentía en estos acontecimientos es nombrado caballero de segunda clase de la Orden de Santa Ana.
Tras la muerte de su padre en 1815 recibió la hacienda familiar Aleksándrovskoye, cercana a la actual localidad de Vozdvízhenskoye, en el rayón de Klin del óblast de Moscú.

### Al servicio de Alejandro I y Nicolás I
El 15 de febrero de 1816 fue nombrado director del despacho del Estado Mayor del Zar y ascendido a general-mayor por sus servicios e introducido en el séquito del zar. El 16 de diciembre de ese año se reorganizó este organismo, cuyo primer dirigente de la nueva época fue Piotr Volkonski.
En 1820, durante la época caracterizada por la influencia en los asuntos de estado del consejero Alekséi Arakchéyev, se le propuso el mando de la flota del mar Negro, con el propósito de alejarle de San Petersburgo. Rechazó este cargo, pues no tenía ninguna noción sobre náutica. En 1821, junto con Nikolái Novosíltsev y Mijaíl Vorontsov, elaboró un proyecto para la emancipación de los siervos campesinos que no fue aceptado por el emperador. Se le propuso ocupar el cargo de diplomático en Dresde, lo que Ménshikov se tomó por una ofensa. Dimitió de sus cargos en noviembre de 1824 y se retiró a su hacienda, donde se dedicó al estudio de la náutica.
En enero de 1826 ascendió al trono Nicolás I. El príncipe Ménshikov volvió al servicio público, siendo enviado por el zar en misión extraordinaria diplomática a Persia, con quien se reanudaba la disputa por los territorios del sur del actual Azerbaiyán. Pese a que Rusia estaba dispuesta a renunciar a los kanatos de Karabaj y Lankarán, el Shah recibió fríamente al embajador y lo arrestó. Ménshikov estuvo cautivo hasta 1827.
A su regreso, se le encomendó reformar el Ministerio de Marina. Durante la campaña turca de 1828-1829, al mando de un grupo de desembarco enviado a las orillas orientales del mar Negro, se apoderó de la fortaleza de Anapa. Posteriormente en la misma campaña militar, sería designado comandante de las tropas rusas que pusieron sitio a Varna, durante el que fue herido en ambas piernas. Estas heridas le obligaron a dejar el ejército.
En 1830 fue nombrado gobernador general de Finlandia. El 2 de abril de 1848 fue nombrado presidente del comité para el control de la prensa y la censura, llamando la atención de Nicolás I sobre las dos primeras novelas de Mijaíl Saltykov-Shchedrín, que sería desterrado a Viatka.
En 1853 fue nombrado embajador extraordinario ante la Sublime Puerta, por lo que se dirigió a Estambul. Con el comienzo de la guerra de Crimea, llegó por iniciativa propia a Sebastopol, donde comenzó la organización de las defensas terrestres de la ciudadela. Se anticipó al desembarco enemigo en la región de Evpatoria, mas no pudo hacerle frente por no disponer de las fuerzas necesarias. El 20 de septiembre de 1854, en la batalla del río Alma, tuvo que retirarse ante las fuerzas superiores británicas y francesas, viéndose obligado a retirarse de Sebastopol (que quedaría defendido por los marinos rusos de Vladímir Kornílov y Pável Najímov) a Bajchisarái. Tras esta batalla fue nombrado comandante en jefe de todas las fuerzas navales y terrestres en Crimea, manteniéndose en este cargo hasta febrero de 1855.
Durante el reinado de Alejandro II, Ménshikov aceptó participar activamente en las reformas legislativas para la abolición de la servidumbre del campesinado. Murió en San Petersburgo en 1869 y fue enterrado en la iglesia de su hacienda familiar.

### Familia
Contrajo matrimonio con la condesa Anna Aleksándrovna Protásova (179?-1849), sobrina de la dama de honor y confidente de la zarina Catalina II Anna Stepánovna Protásova. Tuvo dos hijos: Vladímir Aleksándrovich (1816-1893), que llegaría a ser general de caballería, y Anna Aleksándrovna (1817-1884), que se casaría en 1838 con Iván Badkovski (1814-1865), hijo del general Yákov Badkovski.